# Generoso Dattilo
Generoso Dattilo (né le 5 mars 1902 à Rome et mort le 12 août 1976) était un arbitre italien de football.

## Carrière
Generoso Dattilo a officié dans des compétitions majeures : 
- Coupe d'Italie de football 1938-1939 (finale)
- Coupe d'Italie de football 1941-1942 (finale aller)
- Coupe du monde de football de 1950 (1 match)